# 新森町
新森町（しんもりちょう）は神奈川県横浜市磯子区の町名。丁番を持たない単独町名である。住居表示未実施。2025年（令和7年）5月31日現在の人口は0人である。

## 地理
磯子区の中部、根岸湾沿いの埋立地に位置する。面積は0.217Km2。ほぼ全域が日清オイリオの植物油工場である。西はJR根岸線を挟んで森一丁目、北は新磯子町、南は大岡川分水路を挟み新中原町に接する新磯子町と新中原町、その南の新杉田町は、新森町と同様内陸側の町名に「新」を冠して名付けられた埋立地である。分水路沿いの道には桜が植えられ、河口付近は海辺に近づける区内でも数少ないポイントであり、よく釣り人が訪れている。町の西端を首都高速湾岸線と国道357号が通り、磯子出入口が設けられている。新森町高架橋交差点では、環状2号線屏風ヶ浦バイパスと接続する。

## 歴史
昭和30年代に根岸湾の埋立によってできた土地であり、1963年（昭和38年）2月1日に新森町が設立された。埋立以前は海水浴場があり、海苔の養殖がおこなわれていた。

## 事業所
2021年（令和3年）現在の経済センサス調査による事業所数と従業員数は以下の通りである。
| 町丁   | 事業所数 | 従業員数 |
| ------ | -------- | -------- |
| 新森町 | 17事業所 | 1,073人  |

### 事業者数の変遷
経済センサスによる事業所数の推移。
| 年                 | 事業者数 |
| ------------------ | -------- |
| 2016年（平成28年） | 15       |
| 2021年（令和3年）  | 17       |

### 従業員数の変遷
経済センサスによる従業員数の推移。
| 年                 | 従業員数 |
| ------------------ | -------- |
| 2016年（平成28年） | 762      |
| 2021年（令和3年）  | 1,073    |

## 施設
- 日清オイリオ 横浜磯子工場

## その他

### 日本郵便
- 郵便番号 : 235-0018[3]（集配局：磯子郵便局[9]）

### 警察
町内の警察の管轄区域は以下の通りである。
| 番・番地等 | 警察署     | 交番・駐在所 |
| ---------- | ---------- | ------------ |
| 全域       | 磯子警察署 | 磯子駅前交番 |